# 2068
وحدة:بطاقة/قالب/عامة:319: bad argument #1 to 'sub' (string expected, got nil)
سنة 2068م هي سنة كبيسة تبدأ يوم الثلاثاء حسب التقويم الغريغوري